# Suimanga de Príncipe
El suimanga de Príncipe (Anabathmis hartlaubii) és una espècie d'ocell de la família dels nectarínids (Nectariniidae) que habita boscos i matollars de l'illa de Príncipe.